# ـستان

سبز پررنگ کشورهایی هستند که پسوند -ستان در نام انگلیسی آنها است و سبز کمرنگ کشورهایی هستند که تقسیمات کشوری با این پسوند دارند.

ـستان پسوندی فارسی است که به معنای «جا، مکان، یا سرزمین» است. این پسوند در زبان فارسی بسیار پرکاربرد است و برای نامیدن جاهای گوناگونی به کار می‌رود. این پسوند از -sthāna در زبان هند و ایرانی از -sthāna در زبان هندو آریایی پسوندی با همین معنی بوده‌است. در هندو آریایی sthāna به معنی مکان بوده‌است و با واژه لاتین state و status به معنی ایستادن و قرار گرفتن هم ریشه است.

این پسوند در نام بسیاری از مناطق آسیای میانه و جنوب آسیا جایی که مردمان هند و ایرانی در دوره باستان در آنجا سکونت داشتند مشخص است. به هر حال این پسوند در زبان فارسی مانند نام ریگستان (مکان ریگ) یا در اردو گلستان (مکان گل) در هندی دیوستان (مکان دیو) رایج است. این پسوند ریشه در زبان‌های هند و ایرانی و در نهایت در زبان‌های هند و اروپایی دارد. در زبان نیا هند و اروپایی با stā- (ایستادن) آغاز می‌شود که ریشه واژه stand در انگلیسی، stāre در لاتین و histamai در یونانی است که همه به معنی ایستادن هستند، همان‌طور که در زبان پشتون tun (به معنی سرزمین خانگی یا محل زندگی: البته "تون" {"دون"} شکل متحول "دان" فارسی است، در "کاهدان"، "ناودان" و غیره). در روسی stan (زیستگاه یا مکان اقامت نیمه دائمی) است. در زبان‌های بوسنیایی و صربی و کرواتی stan در معنی مدرن معنی آپارتمان می‌دهد و در گذشته معنی محل زندگی می‌داد. همچنین ریشه این واژه را در زبان‌های ژرمنی می‌شود در واژه Stand به معنی محل و مکان یافت و Stadt در آلمانی، stad/sted در هلندی و اسکاندیناوی، stêd در فریسی غربی، stead در انگلیسی همه به معنی شهر هستند. پسوند ستان مشابه پسوند -land است که در بسیاری از نام‌های مکان‌های گوناگون قابل مشاهده است.
مکان‌های با پسوند ـستان در گذشته بخشی از ایران زمین بوده است. ـستاندار یا استاندار عنوانی اداری بود که حاکمان استان در زمان امپراتوری ساسانی در ایران از آن استفاده می‌کردند.

## کاربرد

### کشورها
کشورها و مناطق زیادی در آسیا و اروپا پسوند «ستان» را در نام خود دارند. به این صورت که نام این کشورها ترکیبی از نام نژاد مردم آن کشور یا منطقه و پسوند «ستان» است، که به معنای سرزمین آن مردم محسوب می‌گردد؛ مانند افغانستان، که به معنای «سرزمین افغان ها» است.
۱- ۷ کشور آسیای میانه پسوند «ستان» به صورت رسمی و جهانی را در نام خود دارند؛ که عبارتند از: افغانستان، ازبکستان، پاکستان، تاجیکستان، ترکمنستان، قرقیزستان، و قزاقستان. ارمنستان (به زبان ارمنی: هایاستان) نیز پسوند ستان را در نام خود دارد ولی در جهان با نام ارمنیا (Armenia) خوانده می‌شود.
۲- ایالت ها: تاتارستان، باشقیرستان، آوارستان در روسیه، راجستان در هند، کردستان در عراق، بلوچستان در پاکستان.
۳- در زبان‌های ایرانی برای نام بردن برخی کشورهای دیگر نیز از «ستان» می‌شود، در صورتی که آن‌ها این پسوند را در نام خود ندارند؛ که عبارتند از: انگلستان، بلغارستان، گرجستان، صربستان، ارمنستان، عربستان سعودی، لهستان، هندوستان، مجارستان، مغولستان، و یونانستان (در زبان ترکی استانبولی به یونان گفته می‌شود)، هیروانستان (در زبان ترکی استانبولی به کرواسی گفته می‌شود).

### مناطق
مناطق یا جمهوری‌های خودگردانی در آسیا و اروپا نیز این نام را با خود دارند، مثل: ترکستان (مناطق ترکنشین آسیای میانه)، بلوچستان پاکستان، کردستان، راجستان در هند، اویغورستان (ناحیه پهناور اویغورنشین در شمال باختر چین)، تاتارستان و باشقیرستان و یاقوتستان و داغستان و آوارستان (روسیه) و…

### ایران
الف- استان‌ها: سیستان و بلوچستان، لرستان، خوزستان، کردستان، و گلستان.
ب- شهرستان‌ها و شهرها: اردستان، دشتستان، چمستان، تاکستان، تنگستان، لارستان و…
پ- روستاها: دارستان بنستان

### سایر کاربردها
مقاله اصلی: فهرست واژگان با پسوند ستان
واژه‌های بسیار دیگری هم پسوند «ستان» را در خود دارند، مانند: بوستان، شبستان، باغستان، گلستان، کودکستان، دبستان، دبیرستان، هنرستان، نگارستان، بهارستان، بیمارستان، گورستان، غرجستان، فرهنگستان، نخلستان، تابستان، زمستان، دهستان، شهرستان، استان و… .

## نمونه‌ها
بیمارستان، کودکستان و دبیرستان و هنرستان و شبستان؛ و گاه دلالت بر مکانی کند که چیزی در آن فراوان باشد: گلستان، موستان. استان به صورت مزید مؤخر ازمنه (ظرف زمان) در تابستان و زمستان دیده می‌شود. اینک کلمات مرکبه‌ای با استان (ستان) به صورت مزید مؤخر به ترتیب حروف تهجی در ذیل نقل می‌شود: آجارستان (در قفقاز). آرناودستان. آلوستان. اردستان. ارمنستان. ازبکستان. ازگیلستان. اسپیددارستان. افغانستان. انارستان. انجیرستان (انجیلستان). انگلستان. ایراهستان. باب شورستان. باغستان (به اصطلاح مردم قزوین). بجستان. بستان (مخفف بوستان). بغستان (بیستون). بلغارستان. بلوچستان. بوستان. بهارستان (اسم خانهٔ سپهسالار قزوینی که امروز مجلس شورای ملی است). بهستان (بیستون). بیدستان. بیمارستان. پاکستان. تابستان. تاجیکستان. تاکستان. تخارستان. ترکستان. ترکمنستان. تنگستان. توتستان. توسستان. تیفستان (در زرگنده). تیمارستان. جادوستان. (شاهنامه. رجوع به فهرست ولف شود). جوردستان. چمستان. چیرستان. چینستان. چین‌استان. حبشستان. خارستان. خجستان. (تاریخ سیستان). خرماستان. خلجستان. خلخستان. (شاهنامه). خُمستان. خندستان (مجلس و معرکهٔ مسخرگی، فسوس و سخره، لب و دهان معشوق). (برهان). خوالستان خودستان (شاخ تازه که از تاک انگور سر زند). (برهان). خوردستان (شاخ تازه را گویند و آنکه از تاک انگور سر زند و آن را به سبب ترش‌مزگی خورند و شاخ‌های تازهٔ درختان دیگر و نهال گل و ریاحین را نیز گفته‌اند). (برهان). خوزستان. دادستان. داغستان. دالستان. دبستان. دبیرستان. دروازهٔ کوهستان. دستستان. دشتستان. دورقستان. دهستان. دیلمستان. رام شهرستان. رزستان. ریگستان. زابلستان. زمستان. سارستان. سجستان. سکستان. سیستان. شامستان. شبستان. شهرستان (شهرستانهٔ مرز). صربستان. طبرستان. طخارستان. طمستان. عربستان. غرجستان. غرشستان. (تاریخ سیستان). فرنگستان. فرهنگستان. فغستان. فیلستان (نام قریه‌ای به ورامین) (؟) قبرستان. قزاقستان. قلمستان. قهستان. کابلستان. (معجم‌البلدان). کاجستان. کارستان. کافرستان. کردستان. کلاع‌استان. کودکستان. کوهستان؛ کهستان؛ کهورستان. گرجستان. گلستان. گورستان. لارستان. لرستان. لوالستان. (تاریخ سیستان). لهستان (پلنی). مجارستان (هنگری). مغلستان. موردستان. موستان. مهلستان. نارنجستان. نخلستان. نگارستان. نورستان. (تاریخ سیستان). نیرنگستان. نیستان. والستان. (تاریخ سیستان). وزیرستان. هندستان. هندوستان. هنرستان. هوجستان واجار (بازار خوزستان. سوق‌الاهواز).